# Umbria
Umbria eller Umbrien er en bjergrig italiensk region. Den grænser op til Toscana mod vest, Marche mod øst og Lazio mod syd. Regionen har et areal på 8.456,04 km² og har en befolkning på 882.015 (31.12.2018). Regionens hovedstad er Perugia.

## Umbriens geografi
Umbrien er inddelt i to provinser: Perugia, med 63 kommuner (comuni) og Terni med 29 kommuner. De følgende større byer ligger i Umbrien:
- Assisi
- Città di Castello
- Foligno
- Gubbio
- Norcia
- Orvieto
- Spoleto
- Terni
- Todi

Trasimenosøen, som er Italiens fjerdestørste sø, ligger i Umbrien.

## Historie
Regionen har sit navn efter umbrierne; en stamme som bosatte sig i området omkring det 6. århundrede før vor tidsregning. Efter overleveringen er byen Terni grundlagt 672 f.Kr.
Efter den etruskiske kulturs tilbagegang bistod umbrierne samnitterne i deres krig mod det ekspanderende Rom. I 295 f.Kr. mødte romerne en alliance af disse modstandere i et stort slag ved byen Sentinum (Sentino) i det nordlige Umbrien. Historikere har hævdet, at dette slag med Roms sejr afgjorde Italiens skæbne for 2000 år.
Under Rom blev regionen integreret i riget bl.a. ved anlæg af veje som via Flaminia, der passerer gennem Umbrien.
Den moderne region Umbrien er geografisk noget forskellig fra regionen (Regio VI Umbria) i romersk tid. Umbriens moderne grænser blev fastlagt i 1927 med dannelsen af provinsen Terni og udskillelsen af provinsen  Rieti, som blev en del af Lazio.

## Turisme
De senere år er Umbriens turistindustri vokset kraftigt. Som i naboregionen Toscana er Agriturismo en vigtig del af turistindustrien. Umbrien modtager dog ikke det samme antal turister som Toscana.
Blandt Umbriens seværdigheder er verdens største menneskeskabte vandfald, Marmorevandfaldene.

## Trivia
I Bjarne Reuters roman Løgnhalsen fra Umbrien er titelpersonen Giuseppe herfra.
42°59′N 12°34′Ø / 42.98°N 12.57°Ø